# Суни, Ирма Эмильевна
Ирма Эмильевна Суни (18 августа 1920 — 16 марта 2009) — советская актриса кукольного театра, народная артистка РСФСР (1975).

## Биография
Элина-Ирма Эмильевна Суни родилась 18 августа 1920 года на хуторе Кирхгоф Красносельского района Ленинградской области (Дудергоф) в семье учителя, ветеринарного врача, органиста Эмиля Габриэлевича Суни. Училась в финской школе. В 1938 году окончила студию при Ленинградском государственном финском драматическом театре, работала в труппе Ленинградского государственного кукольного театра у Деммени Евгения Сергеевича. Пережила блокаду Ленинграда, потеряла мать, мужа и маленького сына и была эвакуирована в 1942 году.
В 1946—1989 годах была актрисой Калининского театра кукол, где сыграла более 250 ролей.
В 1980—1982 годах избиралась депутатом Калининского городского Совета.
Умерла 16 марта 2009 года.

### Семья
- Сын — Михаил Константинович Гусев (род. 1955), заслуженный артист РСФСР, актёр Тверского театра кукол.
- Дочь — Галина Константиновна Гусева (род. 1948) врач
- Внучка — режиссёр, сценарист Элина Сергеевна Суни (род. 1965).
- Брат — Суни Вальтер Эмильевич (1909—1979) — советский театральный режиссёр, Заслуженный деятель искусств РСФСР (1959), Заслуженный артист Карело-Финской ССР (1951), Лауреат Сталинской премии третьей степени (1950).

## Награды и премии
- Заслуженная артистка РСФСР (15.08.1966).
- Народная артистка РСФСР (1.07.1975).
- Орден Трудового Красного Знамени РСФСР
- Знак «Жителю блокадного Ленинграда»

## Работы в театре
- 1966 — «По щучьему велению» Е. Тарховской — Медведь и Царь
- 1967 — «Тигрёнок Петрик» Н. Гернет — Петрик
- 1971 — «Пудик ищет песенку» И. Булышкиной — Пудик
- 1982 — «Конёк-Горбунок» П. Ершова — Царь
- 1983 — «12 месяцев» С. Маршака — Мачеха
- 1987 — «Звёздный мальчик» О. Уайльда — Мать и гувернантка
- «Солнечный зайчик» Н. Гернет и Ягдфельда — Анфиса
- «Удивительная бомба» — Лягушка
- «Таинственный гиппопотам» — Бегемотик Боря
- «Божественная комедия» — Ева